# Солнце мёртвых (альбом)
«Солнце мёртвых» — первый полноценный студийный альбом российского рэп-исполнителя Вячеслава Машнова, выпущенный под псевдонимом Слава КПСС. Альбом выпущен 25 октября 2017 года на лейбле «Ренессанс».
Альбом сильно отличается от обычного творчества Славы и треков на злобу дня, которыми до этого был знаменит исполнитель. Это первый экспериментальный, наполненный литературными аллюзиями, мрачный концептуальный релиз, посвящённый теме смерти, вызвавший неоднозначную реакцию публики и критиков.

## Об альбоме
Общие темы альбома — это смерть, разложение и нигилизм. Сам Слава так рассказал об альбоме в посте ВКонтакте: 

Дело в том, что я почему-то умираю. Они все допрашивают меня, что со мной и почему я молчу и отчего я умираю, — и эти вопросы сейчас самое трудное для меня и тяжёлое; я знаю, что они спрашивают от любви и хотят помочь мне, но я этих вопросов боюсь ужасно. Разве всегда знают люди, отчего они умирают? Мне нечего ответить, а они все спрашивают и мучают меня ужасно. Не нужно все время спрашивать, не надо говорить так много. Как мне объяснить, что молчание — есть естественное состояние человека?
 16 ноября 2020 года продюсер и битмейкер альбома Date Rape Drug (бывш. Unda Scope) сделал пост ВКонтакте, где поделился своими впечатлениями от работы над релизом: 

Может кто-то не знал, но все биты для Солнца Мёртвых сделал я. С одной стороны думаю, что мог бы значительно круче сделать технически всё, но на самом деле нет. В том, что у меня был ниже скилл, есть свой вайб и звучит всё так, как должно. Почти 1,5 ляма на плейлисте альбома с максимально некоммерческим звуком — охуенный результат. И это в том числе и моя заслуга.
Художественным оформлением занимались Александра Куромушка и Влад Стейк. Первая сделала пост в Instagram, где она показала, то как создавалась обложка альбома: на обложке изображено «что-то похоже на ткани людей под микроскопом в старые времена».

## Аллюзии и отсылки
Выход альбома был приурочен ко второй годовщине смерти писателя Юрия Мамлеева, который скончался 25 октября 2015 года. А название шестого трека альбома — прямая отсылка к самому знаменитому произведению Мамлеева — роману «Шатуны», ставшему одним из самых страшных романов XX века (жанр этой книги иногда характеризуют как метафизический реализм).
Названия и текст всех треков содержит множество аллюзий и прямых цитат из самых различных литературных произведений и песен таких музыкантов, как Егор Летов и Борис Гребенщиков, сам Слава в одном из интервью признался, что хотел записать свой «Русский альбом». Как пишет Алексей Мажаев: «Рассказывая про смерть, Слава порой забывает материться и большими кусками цитирует Егора Летова — зато моментами выдаёт жуткие замогильные сюжеты, как, например, в „Шатунах“».
Само название альбома совпадает с заглавием книги Ивана Шмелёва «Солнце мёртвых» 1923 года, повествующей об ужасе гражданской войны в Крыму. Прямые отсылки к этой книге можно найти в песне «Следы на снегу».

## Реакция
Альбом был встречен неоднозначно, реакция многих из фанатов артиста и ряда критиков была резко отрицательной. Они характеризовали его как однообразный и скучный, называли его искусственной, не прочувствованной конструкцией, и даже писали, что этим альбомом Слава «вырыл себе могилу».
АГ: Русское — значит невеселое, получается? Вы так эту землю ощущаете?
СК: Хрен его знает. Сложно ответить. Ну наверное. Всё равно у нас люди, мне кажется, даже от Второй мировой ещё не отошли. Мы живём на ощущении от этого всего, на ужасе, который испытали наши предки.
АГ: Мёртвые не дают покоя.
СК: И всё переходит в красный смех.
Тем не менее, музыкальный критик Алексей Мажаев характеризует этот альбом как концептуальный, объясняя негативную реакцию неготовностью публики к подобным экспериментам Славы КПСС. Он предсказывает, что некоторое время спустя этот альбом станет темой для диссертаций. Аспирантки философского факультета МГУ Татьяна Пырова и Виктория Мызникова охарактеризовали альбом как крик о помощи, «рассказ о коллективной травме и о невозможности уничтожить память о ней», отражение мира в котором «остался один лишь ужас — даже не перед смертью, „кровавой дракой“, а перед разложением, в которое превращается жизнь» (см. также отрывок из интервью Вячеслава).
Оксимирон, оппонент Славы по известному рэп-баттлу, отозвался на альбом в твите. Единственным по настоящему сильным треком альбома он назвал «Опять надо жить», всё остальное охарактеризовав, как «усердно-имитационно-лубочно-мамлеевско-сибпанковское, но не искреннее». Сам Слава рассказал, что весь материал для «Солнца мёртвых» у него уже был сочинён за год до записи, и когда до него дошла очередь, он уже был «старым, пережитым», впрочем, пояснив, что это вписывается в концепцию, и альбом «даже в этом смысле получился мёртвым».
Портал The Flow по итогам 2017 года поставил альбом на 33-е место среди лучших отечественных альбомов года.

## Список композиций
Вся музыка написана Date Rape Drug.
| №   | Название                | Длительность |
| --- | ----------------------- | ------------ |
| 1.  | «Соечка»                | 2:17         |
| 2.  | «Мышка-норушка»         | 3:36         |
| 3.  | «Смерти и вина»         | 2:16         |
| 4.  | «Солнце мёртвых»        | 3:02         |
| 5.  | «В замогильной стороне» | 2:30         |
| 6.  | «Шатуны»                | 2:40         |
| 7.  | «Пусть»                 | 2:55         |
| 8.  | «Следы на снегу»        | 2:07         |
| 9.  | «Опять надо жить»       | 5:40         |
| 10. | «Волки да вороны»       | 2:35         |

## Участники записи
- Слава КПСС — речитатив
- Date Rape Drug — битмейкер, продюсирование
- INDS — мастеринг, сведение
- Vlad Steyck & Куромушка — художественное оформление